# المرأة في أنغولا
لم يتوفر تقريباً أي أبحاث حول دور المرأة في المجتمع الأنغولي خلال أواخر ثمانينيات القرن العشرين، ولكن يُلاحظ وجود بعض الملامح العامة التي يمكن استخلاصها. يعمل معظم سكان المناطق الريفية في أنغولا في الأنشطة الزراعية، كما هو الحال في العديد من الاقتصادات الإفريقية. ويقع على عاتق النساء أداء جزء كبير من الأعمال الزراعية. أما الزواج فينطوي عموماً على مصالح عائلية وسياسية واقتصادية بالإضافة إلى اعتبارات ومكاسب شخصية. تمثّل الأسرة وحدة الإنتاج الأكثر أهمية وعادةً ما تألفت من عدة أجيال. وأصبحت النساء تُعد طعام الأسرة مع نموها وأدت جميع الأعمال المنزلية الأخرى. وتساوت المرأة الأنغولية مع الرجل بصورة نسبية بسبب دورها الرئيسي في إنتاج الغذاء، فيما قضى الرجال الكثير من وقتهم في الصيد أو رعاية الماشية.
قُدِر عدد الأشخاص المصابين بفيروس العوز المناعي البشري في أفريقيا جنوب الصحراء في أواخر عام 2005 بنحو 25 مليون بالغ وطفل. ووقعت مليوني حالة وفاة مرتبطة بالإيدز في أفريقيا خلال عام 2005، مما أدى إلى تيتيم حوالي اثني عشر مليون طفل. خلُصت دراسة أُجريت عام 2005 شملت 2000 شخص بأن برامج التدخل التي تشجع على استعمال الواقي الذكري أثبتت فعاليتها إلى حد كبير وأسهمت في تقليل أعداد المصابين من خلال معالجة الأساطير الاجتماعية الشائعة المحيطة بمفهوم تحديد النسل. أظهرت عدة دراسات أن الصحة النفسية للنساء الحوامل المصابات بفيروس العوز المناعي البشري أسوأ بكثير من الصحة النفسية للنساء غير المصابات بالفيروس، وأن ثلثي هذه المجموعة نفسها يعانون من ضوائِق نفسية حادة.
تعد معدلات الوفيات الناجمة عن سرطان الثدي مرتفعة في أنغولا ويعزى هذا إلى نقص الوعي بالأعراض مما يؤدي إلى التشخيص المتأخر للمرض. كشف مسح استطلاعي شمِلَ 595 طالباً جامعياً بأن حوالي نسبة 65% من الطلاب لم يكونوا على علم بكون سرطان الثدي أحد أكثر الأمراض فتكاً في بلدان أفريقيا جنوب الصحراء، ولم يعرف سوى نسبة أقل من 35% من الطلاب أن المرض يمكن أن يؤثر على الرجال أيضاً. يجري العمل على تطبيق هاتفي يهدف إلى استخدام الجامعات وشبكات التواصل الاجتماعي الشهيرة (فيسبوك وتويتر) لتعليم وتوعية الطلاب بصورة أكبر حول المرض والفحوص الذاتية، والتي اعترف الطلاب أيضاً بعدم إلمامهم بها.
انتسب عدد من النساء لمنظمة النساء الأنغوليات (بالبرتغالية: Organização da Mulher Angolana) التي تأسست عام 1962، ولعبت المنظمة قبل نيل البلاد لاستقلالها دوراً هاماً في حشد الدعم السياسي لحزب الحركة الشعبية لتحرير أنغولا (MPLA) بين آلاف اللاجئين الأنغوليين. ولكن بدأت المنظمات الجماهيرية بالخضوع لسيطرة شديدة من قبل الحزب بعد الاستقلال ولا سيما بعد تشكيل الحركة الشعبية لتحرير أنغولا-حزب العمال (MPLA-PT) عام 1977 فلعبت هذه المنظمات دور الوسيط بين الحزب والشعب. لم تشهد مشاركة المرأة في الحكومة زيادة بالمقارنة مع البلدان الأخرى ذات البيئات السياسية المماثلة، ولكن ما زالت السياسات الصديقة للمرأة سارية منذ ثمانينات القرن العشرين. ووفقا لما جاء في مشروع الحصة النسبية لسنة 2012، فقد شكل النساء في الجمعية الوطنية الأنغولية نسبة 35% من المجموع الكلي للأعضاء، وبلغ عدد قاضيات المحكمة الدستورية في أنغولا 4 من أصل 11 قاضياً. كما يلوم بعض الباحثون وسائل الإعلام الأنغولية في الترويج للأدوار المنوطة بالنوع الاجتماعي (الجندر) في البلاد. وتتجلى إحدى الأمثلة على هذا في برنامج مسابقة ملكة جمال أنغولا الذي يحظى باهتمام وتغطية إعلامية مكثفة، والذي تدعمه العديد من مقاطعات أنغولا حيث تبادر بإنفاق مبالغ طائلة من المال بهدف الترويج لهذه فعالية.
انشأت الحكومة الأنغولية وزارة الأسرة والمرأة للعمل على تحسين أوضاع المرأة الأنغولية، وقد أسهمت الوزارة في فصلقضايا المرأة عن الأجندة السياسية. ولكن لم يتحقق أي تقدم يُذكر من ناحية إضفاء الطابع المؤسساتي على البرامج المناسبة الساعية لإستحداث إصلاحات في قضايا معينة مثل معدلات مشاركة النساء في الاقتراع والتوعية حول الحمل. ولا تزال وزارة الأسرة والمرأة من أكثر البرامج التي تفتقر للتمويل، وهو ما يضعها في مجالٍ ضيق للتوسع أو لتحقيق نتائج ملموسة على أرض الواقع.